# 仰止亭 (韶关市)
仰止亭，位于中国广东省韶关市乳源县大桥镇，为乳源县的一个县级文物保护单位，类型为古建筑，公布时间为2005年8月15日。
仰止亭的历史年代为清同治十一年。